# Camera di controllo della Lombardia
La camera di controllo della Lombardia o semplicemente Lombardia è una struttura di vertice della 'Ndrangheta nata intorno al 1984 in Lombardia e tuttora esistente che dipende dalla Provincia.
Fin dagli anni '80 le forze dell'ordine erano a conoscenza della presenza di un referente per la Lombardia che teneva i contatti con la Calabria ma è dagli anni novanta (Operazione Nord Sud del 1993) e dal 2000 in poi che si delineano meglio la storia, le dinamiche e i componenti di questa struttura.
Il 7 giugno 2014 la Corte di cassazione chiude il processo Infinito e conferma l'unitarietà dell'organizzazione criminale calabrese con una regia in Calabria e cellule sparse per il mondo, conferma poi l'esistenza della struttura "Lombardia" nel settentrione d'Italia e operante nell'omonima regione come sovrastruttura delle locali presenti sul territorio in particolar modo di: Milano, Cormano, Bollate, Bresso, Corsico, Legnano, Limbiate, Solaro, Pioltello, Rho, Pavia, Canzo, Mariano Comense, Erba, Desio e Seregno.

## Compiti
La Lombardia ha il compito di gestire le controversie dei locali della 'Ndrangheta nell'omonima regione, lasciando comunque autonomia ai locali e di approvare le doti o gradi degli affiliati e di comunicare fatti ed eventi di rilevanza al Crimine, la sovrastruttura apicale della mafia calabrese.

### Struttura
- Responsabile Generale
- Mastro Generale

## Storia

### Premessa
I locali al di fuori della Calabria sono un distaccamento dei locali di origine, dal quale quindi devono seguirne, ma sempre con ampia autonomia, le direttive e regole dell'organizzazione.
In Lombardia come in Liguria con l'aumentare del numero di locali creati nella regione si sente l'utilità della creazione di una camera di controllo che faccia da mediazione tra i locali della regione e da tramite con la Calabria.
In Lombardia, in particolare, secondo il pentito Raffaele Iaconis, sarebbe Giuseppe Mazzaferro, dell'omonima 'ndrina che da Cornaredo (MI) a partire dal 1976 crea una camera di controllo per le sue locali.

### Nascita
Secondo l'operazione Infinito l'organizzazione è nata nel 1984 da Antonio Papalia, Mario Trifini, Carmelo Novella, Giuseppe Mandalari, Giuseppe Neri, e Franco Pezzullo.
Secondo un'intercettazione ambientale registrata in una riunione a Cardano al Campo il 20 gennaio 2009, il capo-locale di Rho e primo responsabile della Lombardia Stefano San Filippo afferma che la Lombardia era stata creata ed è sempre stata sotto le dipendenze della zona ionica (una delle tre zone in cui è stato suddiviso il reggino).
Secondo Saverio Morabito, Antonio Papalia sarebbe stato il primo "responsabile Generale" della Lombardia.

### Anni novanta
Negli anni Novanta nascono i primi segni di conflitto tra la Lombardia e le strutture 'ndranghetistiche calabresi.
Per appianare i contrasti fu indetta una riunione a Montalto con esiti positivi, a cui presero parte Filiberto Maisano, Antonio Macrì, Antonio Romeo detto U Staccu, Domenico Tripodo e Antonio Papalia.
Durante la detenzione di Carmelo Novella, capo-locale di Guardavalle e Legnano, tra il 1999 e il 2007 i responsabili della Lombardia furono Pasquale Barbaro e Cosimo Barranca.

### Oggi
Nel 2008 è responsabile generale Carmelo Novella; il quale ritiene che la Lombardia debba diventare più indipendente dalle cosche calabresi e che tutti i locali lombardi debbano fare riferimento esclusivamente alla Lombardia e non ai locali di origine. Sebbene questo progetto incontri parere positivo in alcuni esponenti, molti sono ancora legati alle locali di origine e il Crimine retto da Domenico Oppedisano decide di eliminare Novella (Ucciso il 14 luglio 2008 a San Vittore Olona).
Per un anno si decide di far reggere la Lombardia temporaneamente al capo-locale di Pavia Giuseppe Neri in attesa di un nuovo capo che dal 31 ottobre 2009 viene scelto nella figura di Pasquale Zappia, appartenente alla locale di Corsico e su consiglio delle cosche in Calabria.
Grazie all'Operazione Infinito e Crimine del 2010, e alla collaborazione di Antonino Belnome, pentito con la carica di Padrino a Giussano si è riusciti per la prima volta ad avere una idea chiara delle strutture verticistiche della 'Ndrangheta in Lombardia e dei suoi omicidi.

## Responsabili Generali della Lombardia
Di seguito l'elenco dei Responsabili generali della Lombardia, tra parentesi il periodo in cui erano in carica.
- Stefano Sanfilippo (dal ? al ?), capo-locale di Rho è il Primo responsabile della Lombardia
- Antonio Papalia (1984 - ?)[6]
- Pasquale Barbaro (dal 1999 all'agosto 2007, anno in cui morì per cause naturali)[8].
- Cosimo Barranca della Locale di Milano (dal 1999 al 15 agosto 2007)[8].
- Carmelo Novella (dal 15 agosto 2007 al 14 luglio 2008)

Tra il 2008 e il 2009 Giuseppe Neri (capo-locale di Pavia) è incaricato di gestire la camera di controllo per portare un nuovo capo alla Lombardia.
- Pasquale Zappia (1940) della Locale di Corsico (Dal 31 ottobre 2009[11] fino al 14 luglio 2010[12])

Da un'intercettazione dell'operazione Platino del 2014 tra Agostino Catanzariti e Michele Grillo, esponenti ndranghetisti con la dote di Vangelo emerse l'ipotesi che Rocco Barbaro detto U sparitu (classe '65) sarebbe il nuovo reggente della Lombardia.
Ricercato dal 2015 viene arrestato il 9 maggio 2017 a Platì.

## Mastri Generali della Lombardia
Di seguito l'elenco dei Mastri generali della Lombardia, tra parentesi il periodo in cui erano in carica.
- Antonio Lamarmore, capo-Locale di Limbiate (2009 - ?)[17]

## Locali
I Locali, di cui si è a conoscenza, che sono gestiti dalla Lombardia:
- Locale di Bollate
- Locale di Bresso
- Locale di Canzo
- Locale di Cormano
- Locale di Corsico
- Locale di Desio
- Locale di Erba
- Locale di Limbiate
- Locale di Legnano e Lonate Pozzolo (Origine: Cirò)
- Locale di Mariano Comense
- Locale di Milano
- Locale di Pavia
- Locale di Pioltello (Origine: Caulonia e Siderno)
- Locale di Rho
- Locale di Seregno
- Locale di Solaro

## Riunioni della Lombardia
Un elenco delle riunioni avvenuti dal 2008 in Lombardia con esponenti della struttura Lombardia e dei capi-locale
- Riunione di Novate Milanese del maggio 1998
- Riunione di Legnano del 15 febbraio 2008 per discutere su fatti riguardanti i locali di Cormano e Bresso.
- Riunione di Legnano del 26 febbraio 2008
- Riunione di Pioltello del 1º marzo 2008 per la creazione del Locale di Pioltello
- Riunione di Legnano del 23 aprile 2008 sulla discussione della scissione della Lombardia dalla Calabria
- Riunione di Solaro dell'26 aprile 2008
- Riunione di Cardano al Campo del 3 maggio 2008 per la concessione di dote ad Alessandro Manno e Roberto Malgeri
- Riunione di Nerviano dell'25 maggio 2008 per la concessione di dote a Rocco Ascone e Antonino Lamarmora
- Riunione di Seregno del 21 novembre 2008
- Riunione di Cardano al Campo del 20 gennaio 2008, prima riunione dopo l'omicidio di Carmelo Novella
- Riunione di Cisiliano del 23 maggio 2009
- Riunione di Paderno Dugnano del 31 ottobre 2009 per l'elezione, su proposta di Giuseppe Neri, del nuovo Mastro Generale della Lombardia: Pasquale Zappia.